# 음펨바
음펨바(콩고어: Mpemba)는 13세기 이전부터 존재했던 왕국 연합이다. 음펨바는 붕구, 디아은라자 칠왕국과 인접해있었다. 수도는 앙골라 로제강 유역에 있었고, 연합의 세력은 콩고강까지 북쪽으로 150km까지 뻗어있었다. 음펨바는 분두 왕국, 음펨바 카시 등 다양한 왕국으로 구성되어 있었는데, 각 왕국들에는 하위 자치 단체가 있을 정도로 복잡한 체계를 갖추고 있었다.

## 같이 보기
- 콩고 왕국
- 음펨바 카시